# منطقة تعداد
منطقة التعداد، هي منطقة جغرافية محددة لغرض اتخاذ التعداد أو الإحصاء السكاني. في بعض الأحيان تتطابق مع الحدود أو التقسيمات المحلية للمدن.

## حسب البلد

### البرازيل
يستخدم المعهد البرازيلي للجغرافيا والإحصاء مصطلح قطاع التعداد. واعتبارًا من تعداد 2010، كان هناك ما يقرب من 314 ألف قطاع في البرازيل.

### المملكة المتحدة
طورت مناطق التعداد البريطانية لأول مرة في مدينة أكسفورد بعد تشكيل لجنة التعداد بين الجامعات عام 1955. وقُسمت أكسفورد إلى 48 منطقة بمتوسط عدد سكان يبلغ 2645 لكل منها. إلا أنها لم تستخدم على نطاق واسع. يستخدم مكتب الإحصاء الوطني الآن مناطق التعداد فقط لجمع البيانات، مع استخدام التقسيمات المحلية في إصدار التعداد.

### الولايات المتحدة
نشأ مفهوم التعداد السكاني لأول مرة في الولايات المتحدة. في عام 1906، وأنشأ الدكتور والتر ليدلو مفهوم المناطق الجغرافية الصغيرة الدائمة لدراسة نسبة التغير العشرية في الإحصاء السكاني للولايات المتحدة داخل مدينة نيويورك. خلال تعداد عام 1910، كانت هناك ثماني مدن مخططة للتعداد: نيويورك، وبالتيمور، وبوسطن، وشيكاغو، وكليفلاند، وفيلادلفيا، وبيتسبيرج، وسانت لويس. وبعد أكثر من 25 عامًا، شجعت الدولة المواطنين المحليين على إنشاء مناطق للتعداد، عُرفت باسم لجان التعداد السكاني، والتي سميت فيما بعد بلجان المناطق الإحصائية للتعداد.
كان تعداد عام 2000 أول مرة يتم فيها تحديد مناطق تعداد في جميع المقاطعات. كما قام مكتب الإحصاء بزيادة عدد المناطق الجغرافية التي يمكن استخدام حدودها كحدود لمناطق التعداد.

## وصلات خارجية
- Chapter 10: Census Tracts and Block Numbering Areas, U.S. Census Bureau, Geographic Areas Reference Manual (PDF)
- If you know your tract number, look up census info here.
- If you know only the street address, you can look up tract code number here by street address
- If you only know the geographic area, you can look up the number based on geography here